# 주오 라이너·오메 라이너
주오 라이너 · 오메 라이너(일본어: 中央ライナー・青梅ライナー, ちゅうおうらいなー・おうめらいなー)는 동일본 여객철도 주오 본선(쾌속 열차가 운행하는 구간)의 도쿄/신주쿠 - 하치오지/다카오/ 오메 선의 오메 구간을 운행하는 홈 라이너 열차이다. 도쿄/신주쿠 - 하치오지/다카오 구간을 운행하는 열차는 주오 라이너(일본어: 中央ライナー, ちゅうおうらいなー), 도쿄/신주쿠 - 오메 구간을 운행하는 열차는 오메 라이너(일본어: 青梅ライナー, おうめらいなー)이다.

## 개요
이 열차는 모두 평일에만 운행한다.
주오 라이너는 아침에 상행선 1편(다카오에서 출발)이, 저녁이나 심야에 하행선 6편(하치오지 행 2편, 다카오 행 4편)과 상행선 3편(하치오지에서 출발하는 열차 2편, 다카오에서 출발하는 열차 1편)이 운행된다. 또한 상행선 열차는 모두 신주쿠까지만 운행하며, 도쿄까지 운행하지는 않는다.
오메 라이너는 아침에 1편, 저녁에 2편 운행한다. 상행선의 경우 도쿄까지 운행한다. 운행 실태나 연혁을 보면, 주오 라이너의 오메 선 노선 연장으로 볼 수 있다. 정기적으로 운행하는 특급 열차가 운행되지 않는 오메 선에서 유일한 특급형 차량이 투입되는 경우이다.
모든 홈 라이너 열차와 마찬가지로 이 열차도 지정 좌석제를 운영하고 있으나 특정 객실에 자유석을 운행하는 다른 열차와 달리 이 열차는 특실을 포함한 모든 객실을 지정 좌석제로 운영 한다.

## 정차역

### 주오 라이너
- 정차역
도쿄 - 신주쿠 - 다치카와 - 하치오지 - 다카오
- 승차가 가능한 역 (라이너 권 발매 역)
  - 상행선
다카오, 하치오지, 다치카와
  - 하행선
도쿄, 신주쿠

### 오메 라이너
- 정차역
도쿄 - 신주쿠 - 다치카와 - 하이지마 - 가베 - 오메
- 승차가 가능한 역 (라이너 권 발매 역)
  - 상행선
오메, 가베, 하이지마, 다치카와
  - 하행선
도쿄, 신주쿠

## 연혁

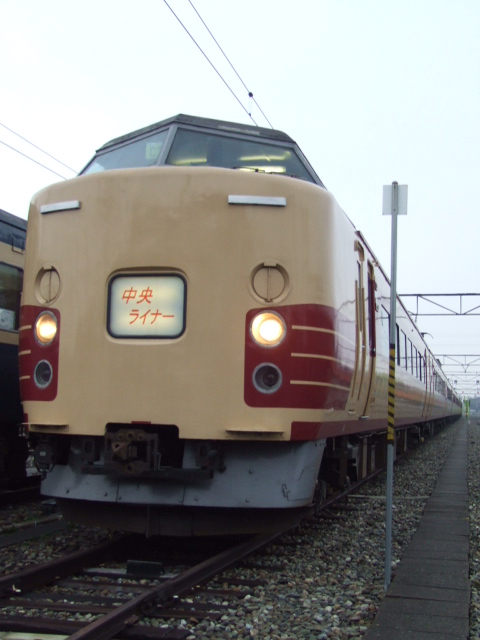
주오 라이너로 운행되었던 183계 전동차

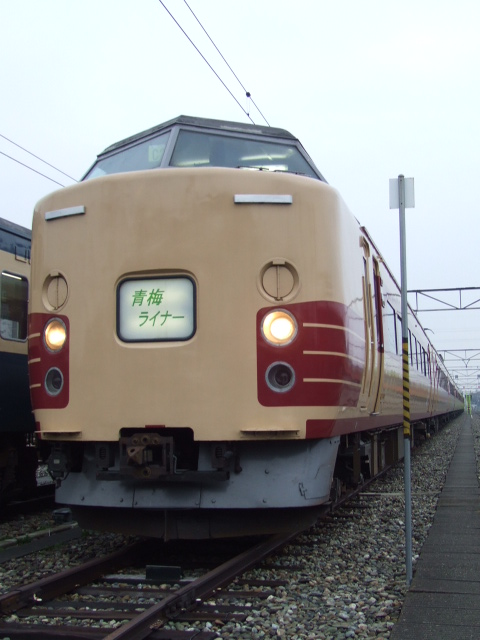
오메 라이너로 운행되었던 183계 전동차

- 1991년 3월 16일 : 홈 라이너로서 오하이오 라이너 다카오(おはようライナー高尾), 홈 라이너 다카오(ホームライナー高尾), 오하요오 라이너 오메(おはようライナー青梅), 홈 라이너 오메(ホームライナー青梅)의 운행이 시작됨.
- 2001년 12월 1일 : 특실(그린 차)을 포함한 지정 좌석제 실시. 동시에 동일본 여객철도에서는 처음으로 휴대 전화로 라이너권을 예약하는 제도를 실시.
승객들의 호응으로, 특급 열차 아즈사, 가이지에 투입되던 183계의 잉여 차량의 활용으로 운행 증편이 가능하게 된다. 아울러 상행선 오메 라이너의 경우 휴대 전화로 라이너 권의 예약을 할 수 없다.
- 2002년 7월 1일 : 오메 라이너에 257계열차 투입. 상행선의 경우 183계 투입 중단.
- 2002년 12월 1일 : 하행선 오메 라이너 2편 증편. 하행선 주오 라이너의 운행시각을 늦춰서 야간에 2편 증설 및 16시대의 하행선 운행 중단.
- 2004년 3월 13일 : 상행선 오메 라이너의 종착역을 도쿄까지 연장.
- 2008년 3월 17일 - 주오 라이너 운행 열차 183계를 E257계 및 E351계 열차로 변경.

## 차량

### 현재 운행중인 차량
- E257계 (2002년 7월 1일 ~)

### 과거에 투입된 차량
- 183계 (1991년 3월 16일 ~ 2008년 3월 14일)
- E351계 (2008년 3월 15일 ~ 2018년 3월 18일)